# Voznesensk
Voznesensk (ukrajinsky Вознесенськ) je město v Mykolajivské oblasti na Ukrajině. Leží na levém břehu Jižního Bugu u jeho soutoku s Mertvovidem ve vzdálenosti zhruba 90 kilometrů na severozápad od Mykolajivu, hlavního města oblasti. Je sídlem Voznesenského rajónu. V roce 2022 žilo ve Voznesensku zhruba 33 tisíc obyvatel.

## Historie
Voznesensk založila v roce 1760 carevna Kateřina Veliká na místě staršího kozáckého sídla. Na počátku 20. století byla vybudována železniční trať z Bachmače do Oděsy.

## Obyvatelstvo
zdroj World Gazetteer
| 1989   | 2001   | 2005   | 2013   | 2022   |
| ------ | ------ | ------ | ------ | ------ |
| 43 881 | 42 634 | 39 951 | 36 002 | 33 442 |